# Лилфордов стенен гущер
Лилфордов стенен гущер (Podarcis lilfordi) е вид влечуго от семейство Гущерови (Lacertidae). Видът е застрашен от изчезване.

## Разпространение
Разпространен е в Испания.